# Przenęt purpurowy
Przenęt purpurowy (Prenanthes purpurea L.) – gatunek rośliny wieloletniej należący do rodziny astrowatych. Występuje w Europie, przez Niemcy i Polskę przebiega północna granica jego zasięgu. W Polsce występuje tylko na południu, po Śląsk i Roztocze. Jest rośliną dość rzadką.

## Morfologia

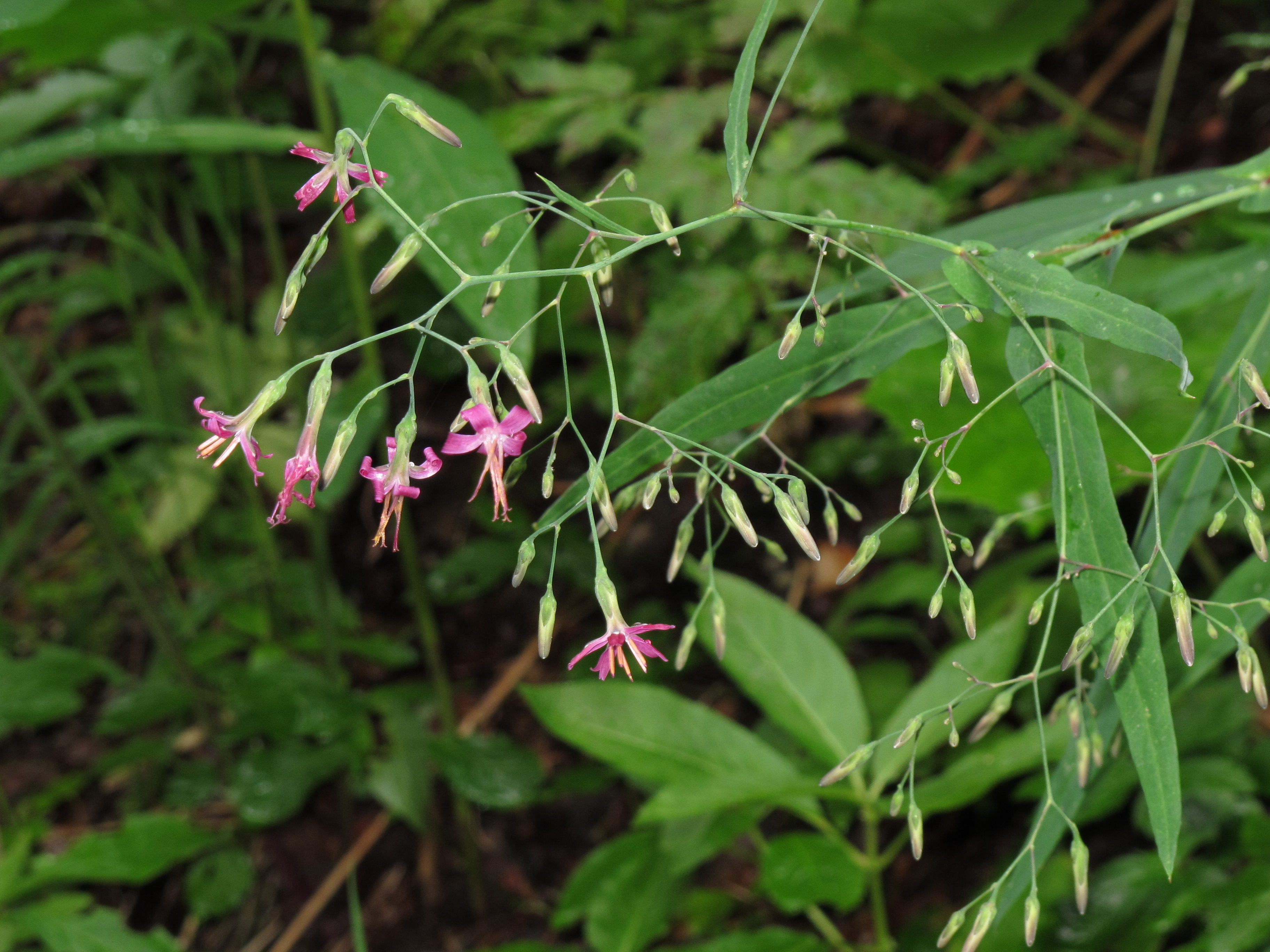
Kwiatostan złożony

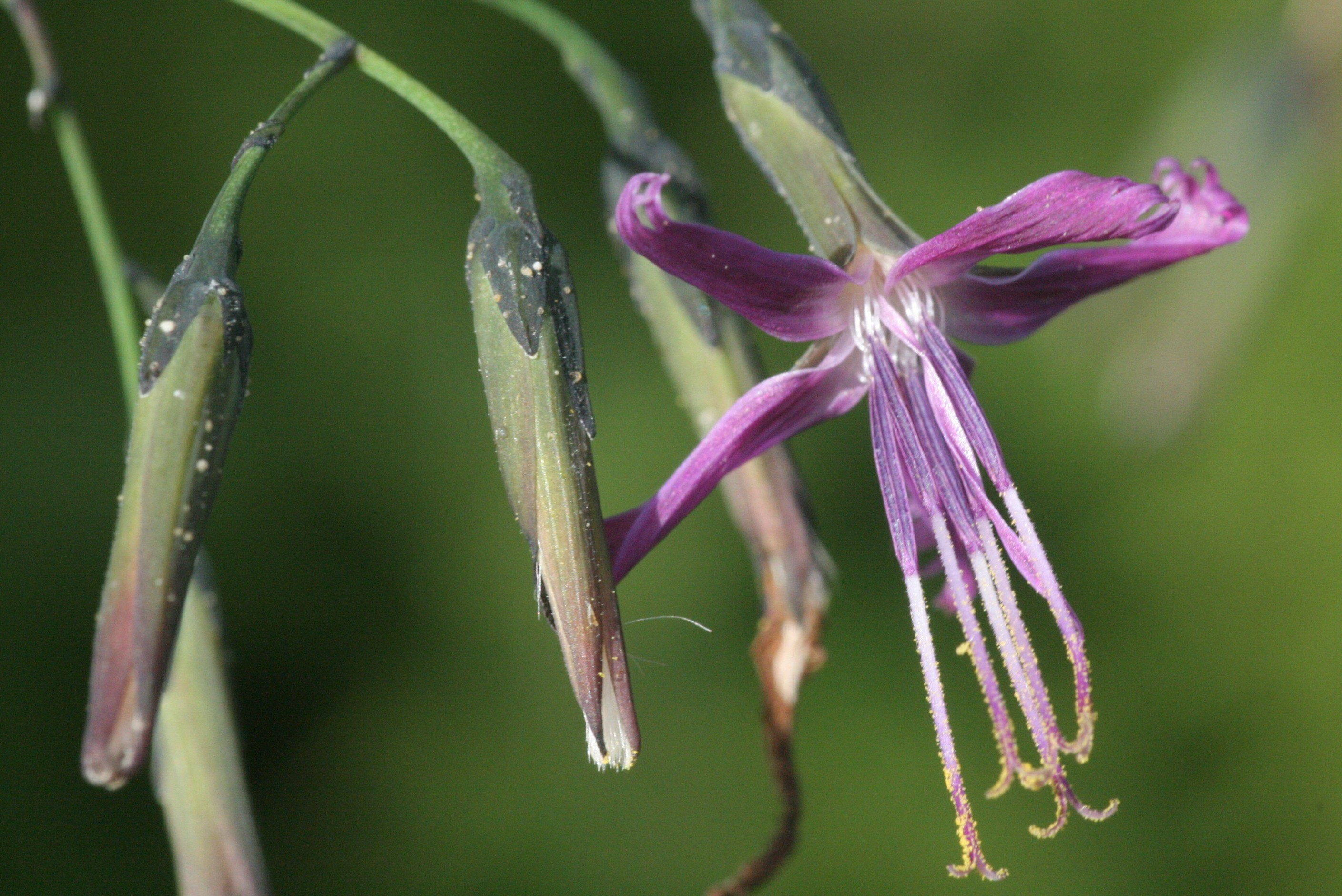
Koszyczki

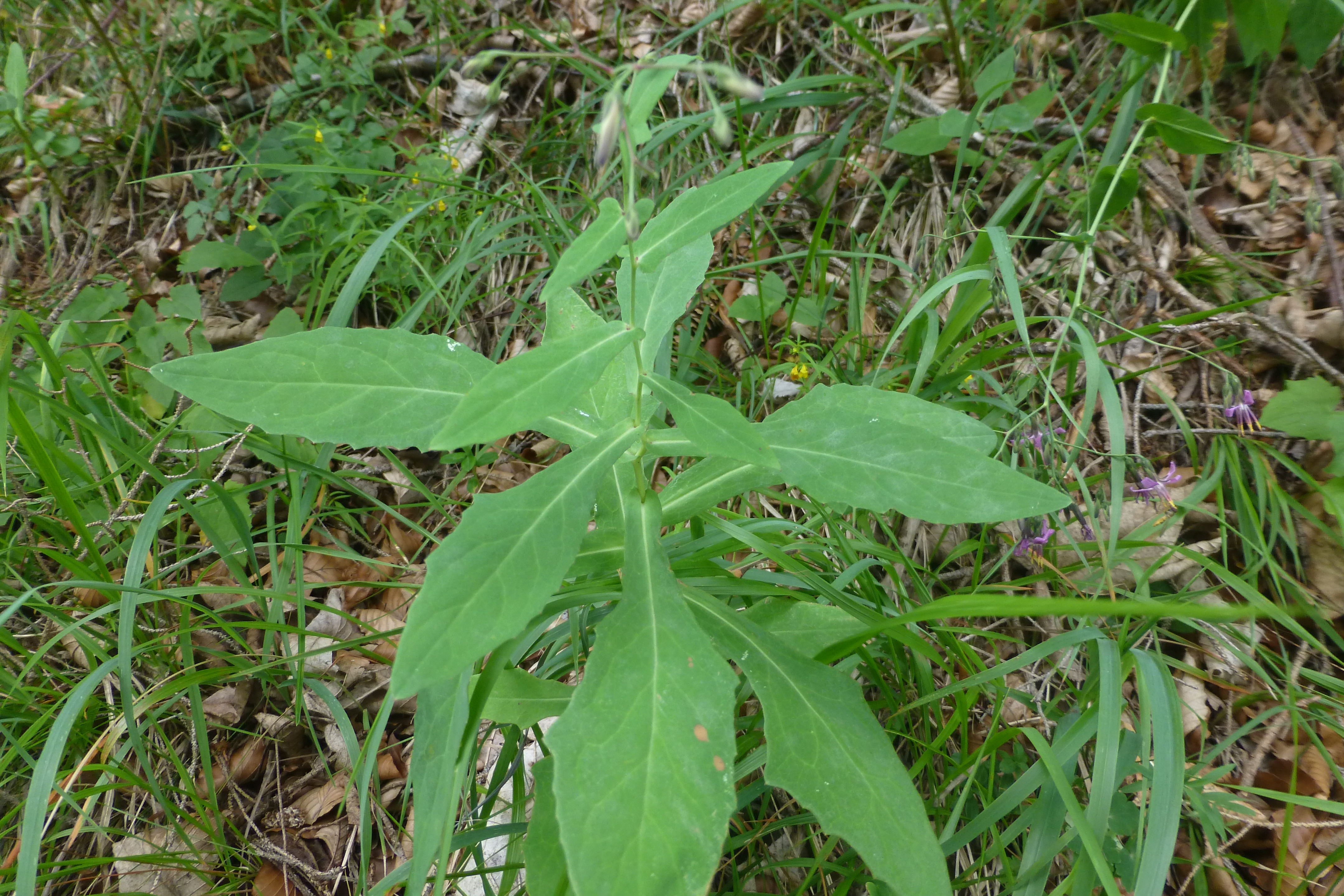
Liście

ŁodygaPojedyncza, obła, wzniesiona, o wysokości 50–120 cm. Jest naga, lub tylko słabo owłosiona. W górnej części rozgałęzia się. Pod ziemią posiada grube, rozrastające się poziomo kłącze.
LiścieDolne liście mają podłużnie jajowaty kształt (szerszy w górnej części liścia) i posiadają szerokie zatokowate wycięcia. Ich nasady zbiegają w krótki ogonek. Liście środkowe i górne są nie tylko dużo mniejsze, ale mają znacznie różniący się od liści dolnych kształt; są lancetowate lub podługowate i brzegi mają tylko nieznacznie wycięte, lub są tylko piłkowane. Są siedzące i mają sercowate nasady. Wszystkie liście są cienkie i nagie, na dolnej stronie sinozielone.
KwiatyDrobne kwiaty zebrane w długie, walcowate koszyczki zwisające na długich szypułkach. Koszyczki te z kolei zebrane są w wiechę. W koszyczkach tylko kilka kwiatów (przeważnie 5). Okrywa koszyczków o długości 12–13 mm i 5–7 mm średnicy i składająca się z 6–10 listków. Jest naga i dość często podbarwiona na fioletowo. Języczkowe kwiaty przenętu mają długie płatki wystające daleko poza okrywę, wskutek czego koszyczki bardzo przypominają swoim wyglądem pojedyncze kwiaty. Płatki kwiatów fioletowopurpurowe, puch kielichowy w postaci pojedynczych, śnieżnobiałych włosków. Słupek jednokomorowy, dolny. Pręciki zrośnięte w rurkę wokół słupka, którego dwudzielne, spiralne znamię wystaje wysoko powyżej pylników. Przedprątne kwiaty kwitną od lipca do sierpnia, zapylane są przez błonkówki.
OwocNiełupka, jasnobrunatnego koloru, wydłużona i bocznie spłaszczona, słabo żeberkowana, bez dzióbka, z białym puchem kielichowym. Roślina wiatrosiewna.

## Biologia i ekologia

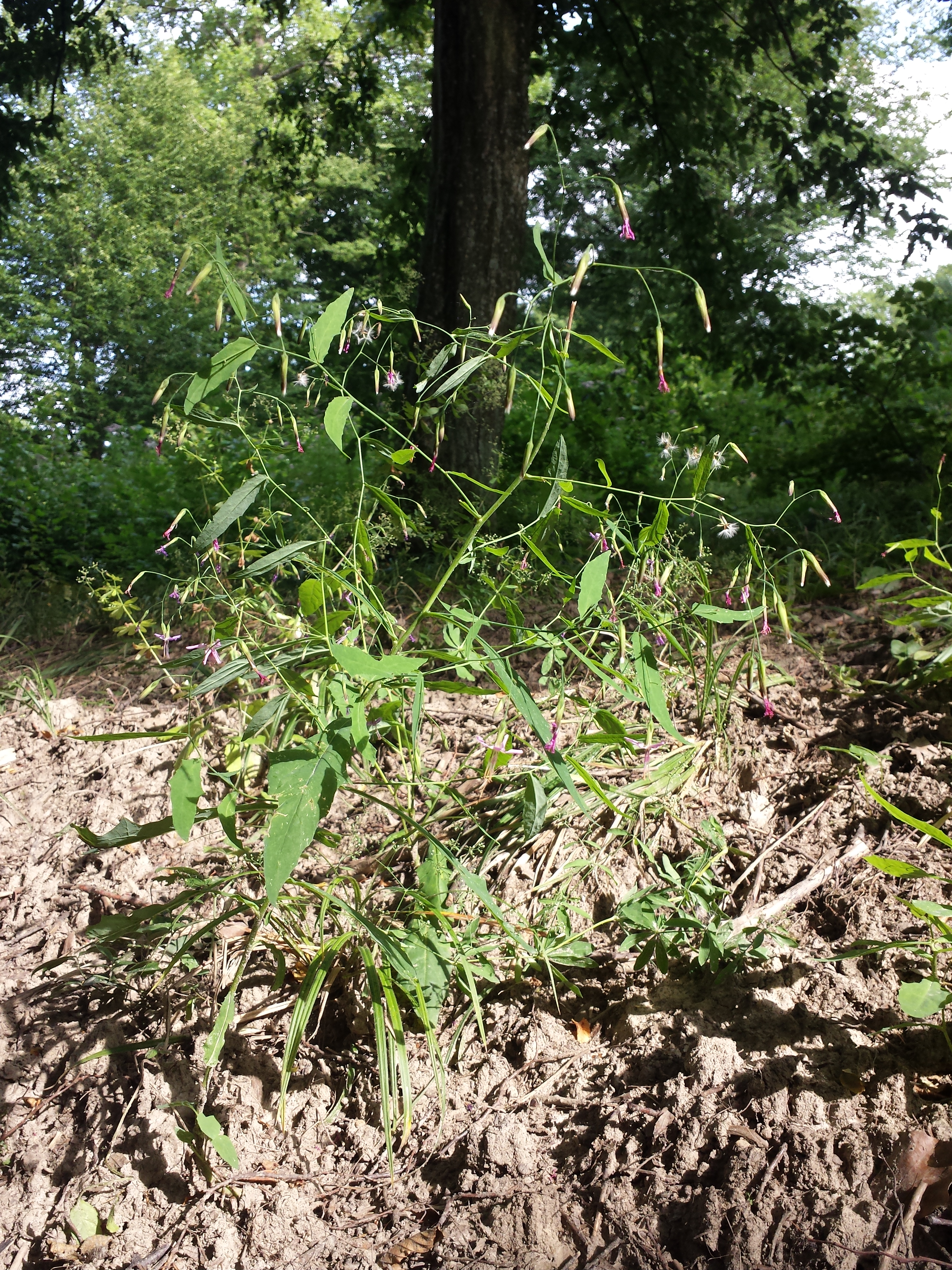
Pokrój

Bylina, hemikryptofit. Siedlisko: lasy, zarośla, poręby. Roślina cienioznośna, w naturalnych warunkach nigdy nie rośnie w miejscach o pełnym nasłonecznieniu. W górach częstszy, niż na niżu. Rośnie tam aż do piętra kosówki. Gatunek charakterystyczny dla All. Fagion i gatunek wyróżniający dla zespołu roślinnego buczyny kwaśnej.